# Damvix
Damvix és un municipi francès situat al departament de Vendée i a la regió de País del Loira. L'any 2007 tenia 753 habitants.

## Demografia

### Població
El 2007 la població de fet de Damvix era de 753 persones. Hi havia 346 famílies de les quals 124 eren unipersonals (64 homes vivint sols i 60 dones vivint soles), 115 parelles sense fills, 99 parelles amb fills i 8 famílies monoparentals amb fills.
La població ha evolucionat segons el següent gràfic:
Habitants censats

### Habitatges
El 2007 hi havia 496 habitatges, 351 eren l'habitatge principal de la família, 91 eren segones residències i 54 estaven desocupats. 486 eren cases i 9 eren apartaments. Dels 351 habitatges principals, 275 estaven ocupats pels seus propietaris, 68 estaven llogats i ocupats pels llogaters i 9 estaven cedits a títol gratuït; 19 tenien dues cambres, 65 en tenien tres, 91 en tenien quatre i 177 en tenien cinc o més. 210 habitatges disposaven pel capbaix d'una plaça de pàrquing. A 178 habitatges hi havia un automòbil i a 135 n'hi havia dos o més.

### Piràmide de població
La piràmide de població per edats i sexe el 2009 era:
| Homes | Edats   | Dones |
| ----- | ------- | ----- |
| 4     | 95 o +  | 0     |
| 4     | 90 a 94 | 4     |
| 0     | 85 a 89 | 8     |
| 4     | 80 a 84 | 16    |
| 28    | 75 a 79 | 4     |
| 32    | 70 a 74 | 48    |
| 16    | 65 a 69 | 32    |
| 20    | 60 a 64 | 8     |
| 20    | 55 a 59 | 12    |
| 24    | 50 a 54 | 28    |
| 32    | 45 a 49 | 24    |
| 28    | 40 a 44 | 20    |
| 16    | 35 a 39 | 20    |
| 32    | 30 a 34 | 20    |
| 8     | 25 a 29 | 16    |
| 24    | 20 a 24 | 12    |
| 16    | 15 a 19 | 16    |
| 20    | 10 a 14 | 32    |
| 20    | 5 a 9   | 8     |
| 12    | 0 a 4   | 16    |

## Economia
El 2007 la població en edat de treballar era de 463 persones, 302 eren actives i 161 eren inactives. De les 302 persones actives 267 estaven ocupades (159 homes i 108 dones) i 35 estaven aturades (10 homes i 25 dones). De les 161 persones inactives 81 estaven jubilades, 33 estaven estudiant i 47 estaven classificades com a «altres inactius».

### Ingressos
El 2009 a Damvix hi havia 361 unitats fiscals que integraven 782 persones, la mediana anual d'ingressos fiscals per persona era de 14.755 €.

### Activitats econòmiques
Dels 35 establiments que hi havia el 2007, 1 era d'una empresa alimentària, 4 d'empreses de fabricació d'altres productes industrials, 6 d'empreses de construcció, 5 d'empreses de comerç i reparació d'automòbils, 1 d'una empresa de transport, 5 d'empreses d'hostatgeria i restauració, 1 d'una empresa immobiliària, 3 d'empreses de serveis, 4 d'entitats de l'administració pública i 5 d'empreses classificades com a «altres activitats de serveis».
Dels 10 establiments de servei als particulars que hi havia el 2009, 1 era un taller de reparació d'automòbils i de material agrícola, 2 paletes, 1 guixaire pintor, 2 fusteries, 1 electricista, 1 perruqueria i 2 restaurants.
Dels 3 establiments comercials que hi havia el 2009, 1 era una botiga de menys de 120 m², 1 una fleca i 1 una carnisseria.
L'any 2000 a Damvix hi havia 14 explotacions agrícoles que ocupaven un total de 620 hectàrees.

## Equipaments sanitaris i escolars
L'únic equipament sanitari que hi havia el 2009 era una farmàcia.
El 2009 hi havia una escola elemental.

## Poblacions més properes
El següent diagrama mostra les poblacions més properes.